# جاما روبله
جاما روبله (سومالیایی: Jaamac Rooble؛ زادهٔ ۳۱ دسامبر ۱۹۵۸) دونده ماراتن اهل جیبوتی است. وی در بازی‌های المپیک تابستانی ۱۹۸۴ شرکت کرده‌است.